# Bayerotrochus africanus
Bayerotrochus africanus is een slakkensoort uit de familie van de Pleurotomariidae. De wetenschappelijke naam van de soort is voor het eerst geldig gepubliceerd in 1948 door Tomlin.

## Kenmerken
Een lichte, dunne schelp die net zoals de andere leden van de familie conisch is met de karakteristieke spleet. Hij is oranje geel gestreept met wit erdoorheen.

## Ontdekking
Deze Zuid-Afrikaanse spleetschelp werd voor het eerst ontdekt in de buurt van de kust van Natal in 1931 op een diepte van ongeveer 365 meter. Deze schelp was ongeveer 125 millimeter breed en 100 millimeter hoog. Er zijn slechts een twaalftal exemplaren gevonden.